# Stawell River
Der Stawell River ist ein Fluss im Norden des australischen Bundesstaates Queensland. Er führt nicht ganzjährig Wasser, sondern nur zur Regenzeit.

## Geographie

### Flusslauf
Der Fluss entspringt wenige Kilometer südlich des Blackbraes-Nationalparks in der Great Dividing Range. Er fließt zunächst nach Südwesten und beschreibt einen Bogen nach Süden. Südlich von Maiden Springs wendet er seinen Lauf nach Westen durch Grasland bis zur Einmündung seines größten Nebenflusses, des Woolgar Rivers. Von dort fließt er nach Süden, wo er rund 17 Kilometer nordwestlich von  Richmond in den Flinders River mündet.

### Nebenflüsse mit Mündungshöhen
Er hat folgende Nebenflüsse:
- Cambridge Creek – 843 m
- Sunday Creek – 793 m
- McDougall Creek – 732 m
- Rokehurst Creek – 684 m
- Gum Creek – 610 m
- Running Creek – 529 m
- March Creek – 396 m
- Loth Creek – 369 m
- Pelican Creek – 329 m
- Savage Creek – 305 m
- Rocky Creek – 304 m
- Scrubby Creek – 295 m
- Pandanus Creek – 268 m
- Woolgar River – 240 m
- Four Mile Creek – 229 m
- Station Creek – 213 m
- Cecil Creek – 206 m